# Castello di Grades
Il castello di Grades (in tedesco Schloss Grades) si trova nell'omonima località del comune austriaco di Metnitz nel Distretto di Sankt Veit an der Glan appartenente al Land della Carinzia. L'edificio che ci è pervenuto risale al XV secolo.

## Storia

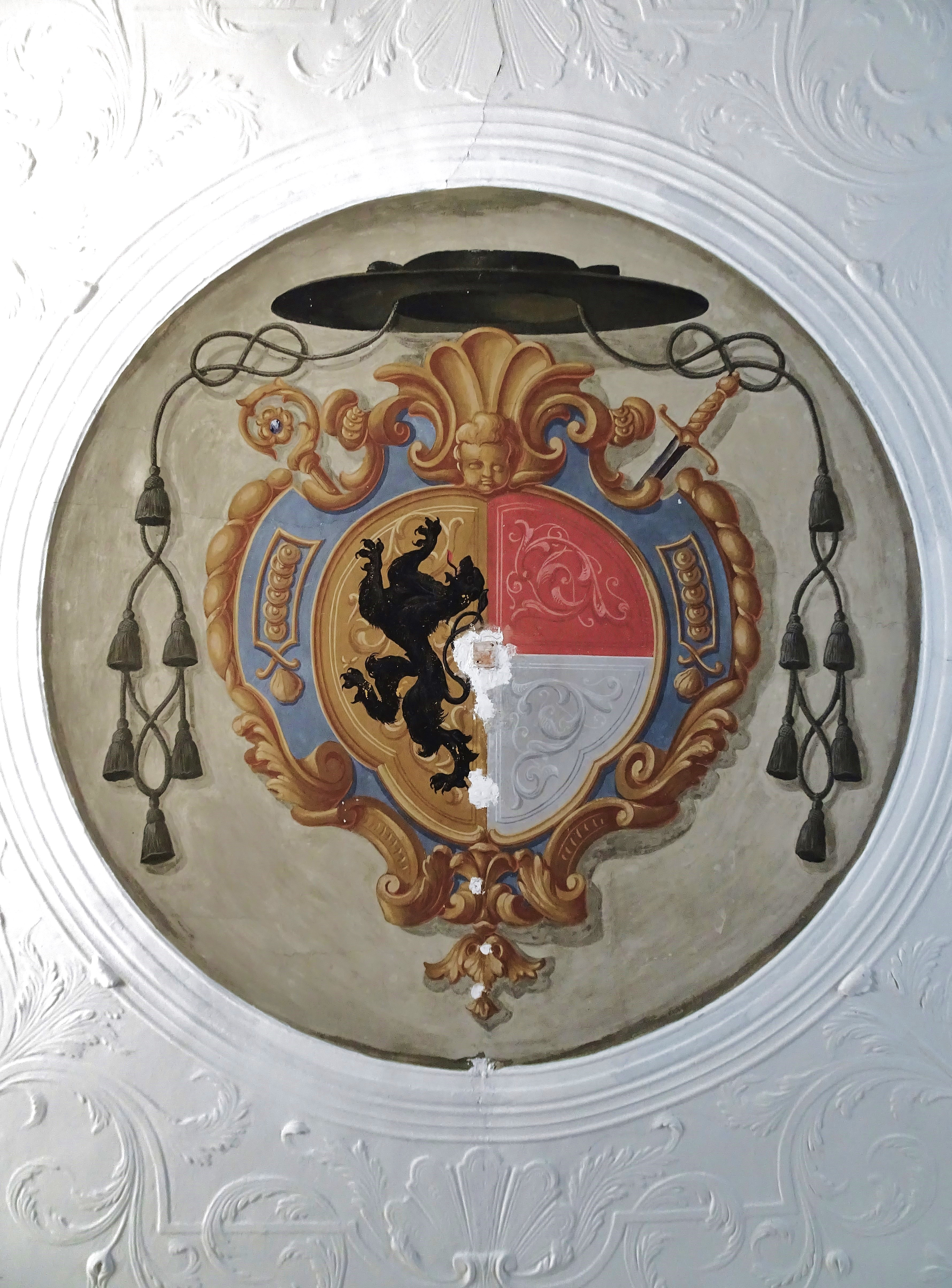
Stemma dei vescovi di Gurk dipinto sul soffitto

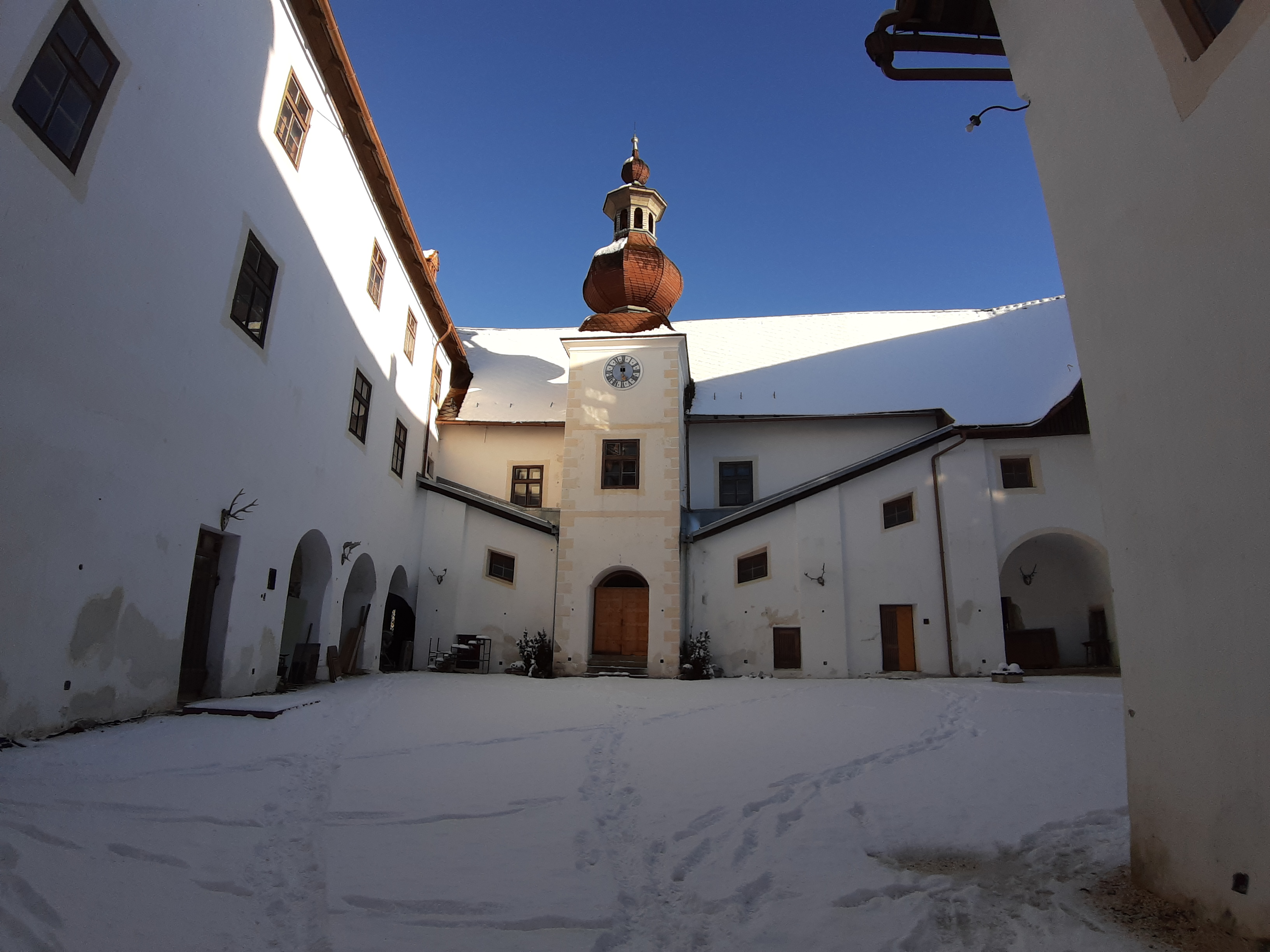
Cortile interno

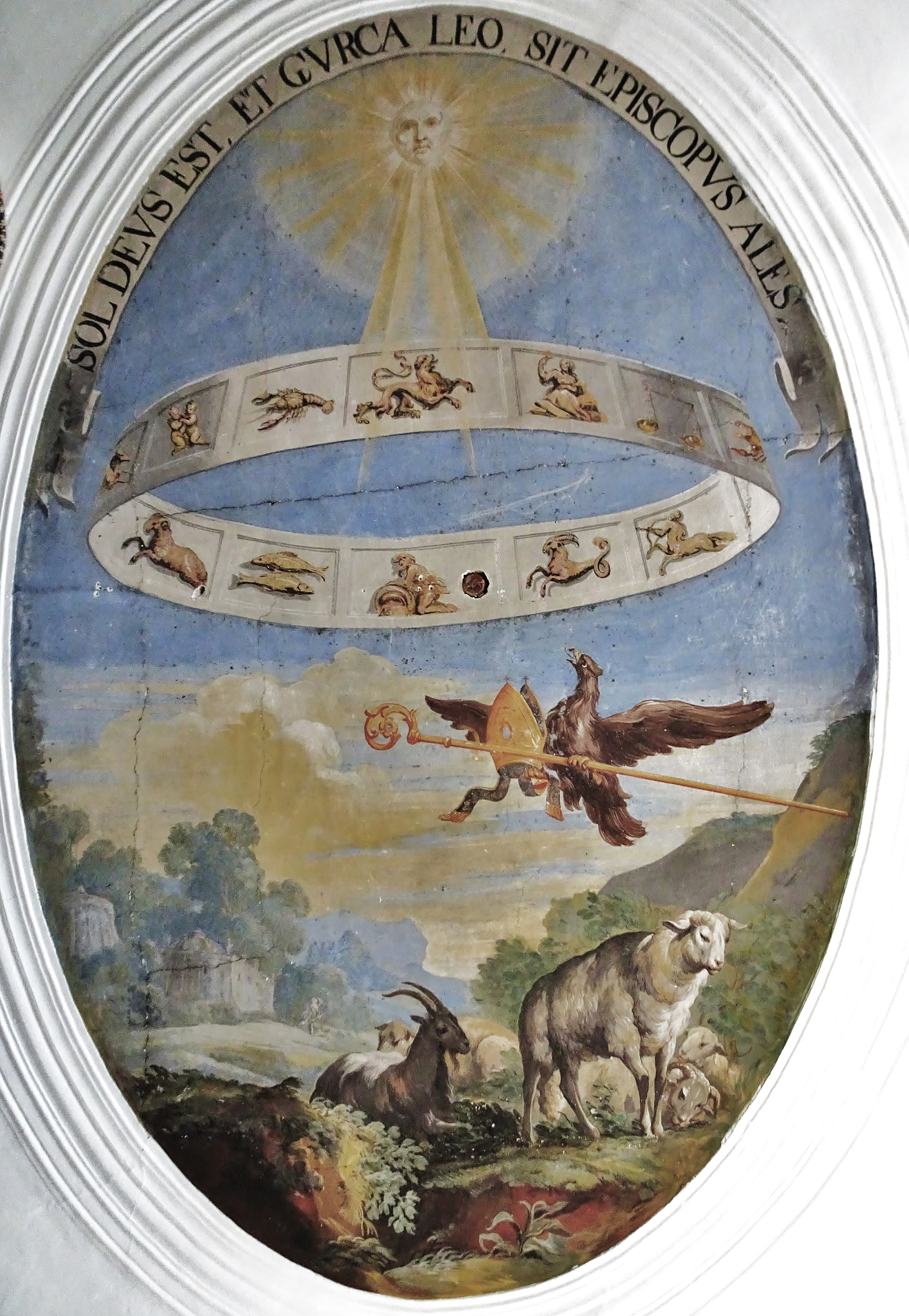
Soffitto affrescato del castello

L'edificio precedente che si trovava suol sito fu probabilmente costruito sotto il vescovo Heinrich I di Gurk intorno al 1173 o ricostruito sotto il vescovo Gerold von Friesach dopo il 1326. In ogni caso viene menzionato per la prima volta in un documento nel 1285. L'edificio in seguito venne ricostruito e adattato acquisendo l'aspetto che ci è pervenuto con modifiche ed ampliamenti dell'originale nucleo romanico tra i secoli XV e XVI e poi ancora tra il XVII e il XVIII secolo. Originariamente qui aveva la sede e il tribunale l'amministrazione episcopale dell'alta valle di Metnitz, dove il burgravio svolgeva la funzione di amministratore fiduciario dei vescovi di Gurk. A metà del XVIII secolo il castello venne utilizzato come fabbrica di carta da parati in seta e fabbrica di tessuti. Il castello di Grades non fu mai concesso in feudo e rimase in possesso della diocesi di Gurk fino alla fine del XX secolo quando fu utilizzato brevemente come casa di asilo per bambini. In seguito è passato alla proprietà privata e dal 2015 il castello di Grades è di proprietà della Monument Conservation GmbH. L'edificio è stato restaurato con attenzione alla struttura originale in collaborazione con l'Ufficio federale dei monumenti per renderlo accessibile al pubblico.

## Descrizione
Il castello di Grades, nelle Alpi della Gurktal, si trova in posizione dominante nella parte settentrionale di Grades, frazione del comune austriaco di Metnitz nel Distretto di Sankt Veit an der Glan, Land della Carinzia. Situato su una roccia ripida e strategicamente scelta per la sua posizione lo rendeva una fortezza difficile da espugnare. Nella decorazione del castello furono coinvolti gli artisti più importanti del loro tempo e conserva interessanti opere artistiche e di importanza storica come affreschi e incisioni.

### Bene architettonico tutelato
Il castello di Grades è stato posto sotto tutela dei monumenti da parte della Repubblica austriaca col numero 34215.